# Paséas
- Não confundir com Paséas, o pintor de vasos da Grécia Antiga

Paséas (Πασέας) foi um tirano da cidade-estado grega antiga de Sicião no século III a.C. Sucedeu seu filho, Abântidas, em 252 a.C. No entanto, ele foi assassinado por Nícocles em 251 a.C.